# Aristide Sellitti
Aristide Sellitti (Nocera Inferiore, 3 giugno 1914 – Nocera Inferiore, 8 ottobre 1994) è stato un politico italiano.

## Biografia
Di professione medico, alle elezioni del 1963 venne eletto al Senato con il Partito Socialista Italiano. Nel 1966 con il resto del partito confluisce nel PSI-PSDI Unificati. Nel corso delle attività della Commissione di inchiesta su attività e funzionamento dell'INPS documentò la cura della tubercolosi in Campania ; fu anche membro della Giunta consultiva per il Mezzogiorno. Terminò il proprio mandato parlamentare nel 1968.
Morì all'età di 80 anni nell'ottobre del 1994.